# Liste von Sakralbauten in Schwalmtal
Die Liste von Sakralbauten in Schwalmtal listet gegenwärtige und ehemalige Sakralbauten in der nordrhein-westfälischen Gemeinde Schwalmtal auf. Zusätzlich werden hier auch Versammlungshäuser und -räume (ö. Ä.) von religiösen Gemeinschaften aus Schwalmtal sowie Trauerhallen auf Friedhöfen aufgeführt, die im engeren Sinne ja keine Sakralbauten sind.

## Liste
| Abbildung | Name / Bezeichnung                    | Zugehörigkeit                       | Ortsteil, Adresse, Koordinaten                    | Bauzeit                 | Beschreibung |
| --- | ------------------------------------- | ----------------------------------- | ------------------------------------------------- | ----------------------- | --- |
| weitere Bilder | St. Michael (Schwalmtaldom)           | Römisch-Katholische Gemeinde        | Waldniel Markt 15, 41366 Schwalmtal               | 1255 / 1878 bis 1883    | Vermutlich wurde die erste Pfarre in Waldniel Ende des 7. bzw. Anfang des 8. Jahrhunderts gegründet. Die erste urkundliche Nennung der Pfarre stammt aus dem Jahr 1255, es hat hier wohl ein einfaches (hölzernes) Versammlungsgebäude gegeben. Der erste bekannte Kirchenbau lässt sich auf die Mitte des 14. Jahrhunderts datieren, Mitte des 19. Jahrhunderts befand er sich aber in einem desolaten Zustand. Der Grundstein für eine neue 3-schiffige neugotische Backsteinbasilika (nach den Plänen des Architekten Heinrich Wiethase) konnte am 29. September 1878 gelegt werden, die feierliche Einweihung fand am 1. Mai 1883 statt. Ein Jahr später erhielt die Kirche ihr vierstimmiges Geläut, (wieder) ein Jahr später bekam der Kirchturm (ein vorgesetzter 4-geschossiger quadratischer Westturm, der ins Polygon übergeht; er ist mit Backsteinlisenen verziert) eine Uhr. 1953 wurde der Innenraum restauriert, von 1957 bis 1958 konnten die Reliquienschreine, das Taufbecken, der Altartisch, Ambo und Sedilien (alles Arbeiten des Kölner Künstlers Egino Weinert) in den Innenraum integriert werden. In den 1950er Jahren erhielten die drei Chöre neue Buntverglasung von Walter Benner, von 1975 bis 1984 schlossen sich grundlegende Außen- und Innenrestaurierung an, hierbei erhielt das Gotteshaus die alten Ausmalungen zurück. Ab 2004 wurde der Turmhelm neu verschiefert, weiterhin wurden die sakralen Kunstwerke vom „Zahn der Zeit“ befreit. |
| weitere Bilder | St. Gertrud                           | Römisch-Katholische Gemeinde        | Dilkrath Boisheimer Str. 52, 41366 Schwalmtal     | 1460 / 1902 bis 1904    | Die dreischiffige Pseudobasilika wurde 1460 mit einem vorgesetzten, dreigeschossigen Westturm errichtet. Darin befindet sich das Eingangsportal und Maßwerkfenster. Innen ruhen Kreuzgewölbe auf Rundpfeilern. Von 1902 bis 1904 wurde sie nach Entwürfen von C. Rüdell und R. Odenthal neugotisch um ein ausladendes Querschiff und einen Staffelchor erweitert. Der Altbau wurde zum Schutz der Backsteine verputzt und farbig in Ziegelrot mit hellem Fugenstrich gefasst. Bei dem Neubau blieb der Backstein sichtbar. Die Glasgemälde im Altbau wurden 1880, die im Neubau 1904 angefertigt. |
| weitere Bilder | St. Anton                             | Römisch-Katholische Gemeinde        | Amern Polmansstraße 4, 41366 Schwalmtal           | 1491 / 1898             | Die kath. Pfarrkirche St. Anton wurde im Jahre 1491 erbaut. Hierbei handelt es sich um eine 3-schiffige Backsteinpseudobasilika mit 5/8 Chorschluss und Doppelturmfassade sowie Kreuzrippengewölbe. Die Kirche wurde 1898 nach Plänen des Architekten Lambert von Fisenne erweitert; dabei wurde die Doppelturmfassade vorgesetzt. Im Hof der Kirche befinden sich Grabkreuze des 18. Jahrhunderts aus Sandstein. |
| weitere Bilder | St. Georg                             | Römisch-Katholische Gemeinde        | Amern An St. Georg 5, 41366 Schwalmtal            | 1883 bis 1886 / um 1900 | Die dreischiffige, neugotische Backsteinhalle wurde von 1883 bis 1886 nach Entwürfen von August Rincklake und Caspar Clemens Pickel anstelle einer Vorgängerkirche errichtet. Die Kirche steht beherrschend über dem alten Dorf. Die Erweiterungen an den Seitenschiffen wirken kapellenartig, der fünfseitige Chor wird von Flankentürmen begleitet. Der erhaltene gotische Westturm wurde um 1900 um ein Geschoss mit einer Schieferpyramide zwischen Ecktürmchen erhöht und ummantelt. Der Außenbau ist durch vielfältige Dachformen belebt. In den zentralisierende Tendenz zeigende Innenraum wurden Kreuzrippengewölbe auf Rundpfeilern eingezogen. Die Ausmalung wurde am Anfang des 20. Jahrhunderts vorgenommen. |
| weitere Bilder | St. Jakob der Ältere                  | Römisch-Katholische Gemeinde        | Lüttelforst Lüttelforst 112, 41366 Schwalmtal     | 1802                    | Die Pfarrgemeinde wurde 1255 von Pastor Wilhelm (Pfarrer in St. Anton Amern) gegründet. Im Jahre 1258 erhielt die Pfarrei das Tauf- und Beerdigungsrecht. 1684 wurde der Muttergottes-Altar errichtet. Im Jahr 1802 wurde die Kapelle, der erste Kirchenbau, dessen Aussehen heute unbekannt ist, abgerissen. Aus einer Stiftung der Anna Katharina Mühlenberg wurde im gleichen Jahr die neue Kirche erbaut – 1880 wurde die Sakristei angebaut. Restaurierungen fanden 1966 und 1987 statt. |
| weitere Bilder | St. Mariae Himmelfahrt                | Römisch-Katholische Gemeinde        | Waldniel Waldnieler Heide 12, 41366 Schwalmtal    | 1976                    | Nachdem die ersten Bemühungen zur Errichtung eines eigenen Gotteshauses in der ehemaligen Gemeinde Kirspel-Waldniel Anfang des 19. Jahrhunderts scheiterten, konnte am 1. Januar 1947 ein seelsorglich selbständiger Rektoratsbezirk unter dem Namen Mariae Himmelfahrt eingerichtet werden, der aber nicht über eine eigene Kirche verfügte. Zum 1. Oktober 1958 wurde der Seelsorgebezirk ausgepfarrt, es konnte die Anstaltskirche des St. Josefsheim gepachtet werden. Da die Renovierungskosten der Anstaltskirche immer mehr anstiegen, wurde 1985 der Pachtvertrag gekündigt. Ein Kauf der Anstaltskirche wurde schon am 14. Juli 1975 verworfen, am 24. Februar 1976 wurde die Baugenehmigung für die neue Kirche (nach den Plänen des Architekten Josef Pillen) beim Kreis Viersen beantragt. Am 20. August 1976 erfolgte der erste Spatenstich, der Grundstein konnte am 28. November 1976 gelegt werden. Die feierliche Einweihung fand am 18. Juni 1978 statt, der Glockenturm (wieder nach den Plänen des Architekten Josef Pillen) konnte ab Ende 1989 errichtet werden. |
| weitere Bilder | St. Josefsheim (Anstaltskapelle)      | Römisch-Katholische Gemeinde        | Waldniel Eschenrath, 41366 Schwalmtal             | 1909 bis 1913           | Die Anlage wurde 1909 bis 1913 durch den Franziskanerorden gebaut und bis 1937 als Heim und Arbeitsstätte von den Franziskanern von Waldbreitbach für bis zu 600 männliche geistig und körperlich Behinderte betrieben. Sie umfasste Kirche, Verwaltungstrakt, Schule, Wohnblöcke, zahlreiche Werkstätten und einen Bauernhof zur Selbstversorgung. Die Anstaltskapelle ist mit Wandmalereien von Josef Wahl ausgeschmückt. Nach einer unrühmlichen Geschichte im Dritten Reich (s. Hauptartikel zur Heil- und Pflegeanstalt Süchteln-Johannistal – Abteilung Waldniel) wurde das Gelände in unterschiedlicher Weise genutzt. Seit 2006 befindet sich das Gelände in Privatbesitz, der Eigentümer lässt Besucher nur gegen Entgelt auf das Gelände und die Gebäude. |
| weitere Bilder | Dominikanerinnen von Bethanien        | Römisch-Katholische Gemeinde        | Waldniel Ungerather Straße 1–15, 41366 Schwalmtal | 1952                    | Im Jahr 1952 kaufte der Orden der Dominikanerinnen von Bethanien das „Haus Clee“ in Waldniel, um dort ein Kinderdorf zu bauen. In der Kloster- und Kinderdorfkapelle finden regelmäßige Gottesdienste statt. |
| Bild gesucht Die Wikipedia wünscht sich an dieser Stelle ein Bild vom Ort mit diesen Koordinaten 51.230833 6.247018 . Motiv: Evangelische Kirchengemeinde Amern Falls du dabei helfen möchtest, erklärt die Anleitung , wie das geht. BW | Evangelische Kirchengemeinde Amern    | Evangelische Landeskirchen-Gemeinde | Amern Kockskamp 24, 41366 Schwalmtal              | 1967                    | Am Reformationsfest 1967 konnte das neue evangelische Gotteshaus in Amern feierlich geweiht werden. Es wurde nach den Plänen des Wuppertaler Architekten Friedrich Goedeking in schlichter Betonoptik erbaut. Im Jahr 1998 wurde die Kirche durch einen Anbau vergrößert, in den Jahren 2007 bis 2009 fand eine Umgestaltung des Innenraumes statt (u. a. ein Mosaik, ein neuer Tisch, ein Osterleuchter und die Kanzel von Ludwig Schaffrath). |
| weitere Bilder | Evangelische Kirchengemeinde Waldniel | Evangelische Landeskirchen-Gemeinde | Waldniel Lange Straße 48–50, 41366 Schwalmtal     | 1667                    | Bei der im Jahre 1667 errichteten Kirche handelt es sich um einen einfachen Saalbau aus geschlämmtem Backstein mit Flachdecke, Walmdach und Dachreiter. An der linken Seite schließt ein eingeschossiger Anbau mit Tor und der Datierung im Keilstein an. Die Ausstattung der Kirche weist eine Barockkanzel, Holzempore und Kirchenbänke aus der Mitte des 19. Jahrhunderts auf. Die Kirche wurde im Jahr 1952 restauriert. |
| Bild gesucht Die Wikipedia wünscht sich an dieser Stelle ein Bild vom Ort mit diesen Koordinaten 51.21306 6.27185 . Motiv: Synagoge Waldniel Falls du dabei helfen möchtest, erklärt die Anleitung , wie das geht. BW                    | Synagoge Waldniel                     | Judentum                            | Waldniel Pumpenstraße 90, 41366 Schwalmtal        | 1809                    | Die Wurzel der jüdischen Gemeinde in Waldniel gehen auf den Beginn des 18. Jahrhunderts zurück, 1809 wurde eine Synagoge an der Pumpenstraße erbaut. Da kein Minjan mehr zustande kam, wurden ab dem Jahr 1920 keine Gottesdienste mehr in Waldniel abgehalten. An der Stelle der ehemaligen Synagoge ist seit 1986 eine Gedenkstätte zu finden. |